# Абазгия
Аба́згия (Абасгия, Авасгия; др.-греч. Ἀβασγία; груз. აბაზგია) — государство, располагавшееся на территории Абхазии, на берегу Чёрного моря, примерно, между реками Гумиста и Бзыбь. Столица находилась в Анакопии. Термин часто отождествлялся с современной Абхазией, так и с Западной Грузией.

## История
Абасгия в пределах северной Колхиды, занимала восточный берег Чёрного моря. К северу от Абасгии находилась Апсилия с крепостью Цебельда в Кодорском ущелье. С 64 г. Колхида, включая Абасгию, вошла в состав Рима. Согласно Арриану, во II веке Абасгия являлась государством-клиентом Рима, и римский император назначал его правителей.
Начиная с IV века, племена абазгов столкнулись с усиливающимися племенами апсилов на юге, что вынудило их переместиться на север и основать свое царство вокруг современного Сухума. В IV и V веках Абасгия была подчинена Лазике и царя Лазов назначала их князей. В IV веке христианство уже было распространено в Абхазии, епископ Питиунта принимал участие в Первом Никейском соборе (325 год).
К VI веку Абасгия перемещается на север (между реками Гумиста и Бзыбь со столицей в Анакопии) и теперь подчинялся Византийской империи. В 542 году византийская армия покинула Абазгию, и около 548 года абазг Евфрат прибыли в Абазгию в качестве византийского посла, после чего христианство стало официальной религией в Абазгии.
Абазгия поддерживал Лазику во время Ирано-византийских войн. Таким образом, в 550 году Абазгия была втянута в восстание против Византии. Итогом восстания стало разделение Абазгии на две части — восточную, правитель которой стал Скепарн, и западную, правитель которой стал Опсит. Скепарн вскоре получил поддержку сасанидского двора, а Опсит подготовился к обороне от византийских войск под командованием Вильганда и Иоанна Армянина. В следующем же году византийцы восстановили свою власть в стране. Во времена Лазских войн византийцы построили крепости Севастополис и Питиунт. Византийская власть опиралась на систему крепостей, лояльность местной знати и церковную организацию.
В VII веке Византия отторгла Абазгию от Лазики и передала ей часть земель западных апсилов, санигов и мисимиан. В конце VIII века, воспользовавшись внутренними потрясениями в империи, абазги освободились от власти Византии, с того времени власть перешла к местным династии Анчабадзе, который в конце VIII века принял титул царя Абхазии. Интересы и задачи общегрузинской политики с самого начала побудили их избрать своей резиденцией Кутаиси, который был естественным центром всей Западной Грузии и лежал на важном торговом пути. Согласно К. Туманова, в 790-х годах царь Леон II «…отвоевал всю Западную Грузию или Лазику из-под имперского контроля после распада Лазской монархии и основал новую западно-грузинскую монархию…».

## Население
Этническая принадлежность абазгов является спорным вопросом в современной исторической науке. Одни источники считают их абхазскими, а другие грузинскими племенами.